# Easy (tienda)
Easy es una cadena de venta de artículos para la construcción y equipamiento para hogar y jardín. Cuenta con sucursales en Chile, Argentina y Colombia. Es propiedad del holding chileno Cencosud.

## Historia
Fue fundada en Argentina en 1993 y luego en 1994 se expandió también hacia Chile. En 2002 integra a sus operaciones en Chile la cadena especialista en productos agrícolas Proterra (pertenecientes a Empresas Iansa) y las tiendas Home Depot en Argentina, que abandonaba sus operaciones sudamericanas.
En 2007 se integra al grupo la empresa argentina Blaisten, especializada en cerámicas, griferías, baño y cocina.
En 2007 entró en marcha blanca al mercado colombiano en un joint venture con la Casino Guichard-Perrachon, de manera que Cencosud tuviera el 70% de las acciones y Casino el 30%. En 2008 Cencosud adquirió la totalidad de las acciones de Easy Colombia S.A.[cita requerida]

## Posicionamiento

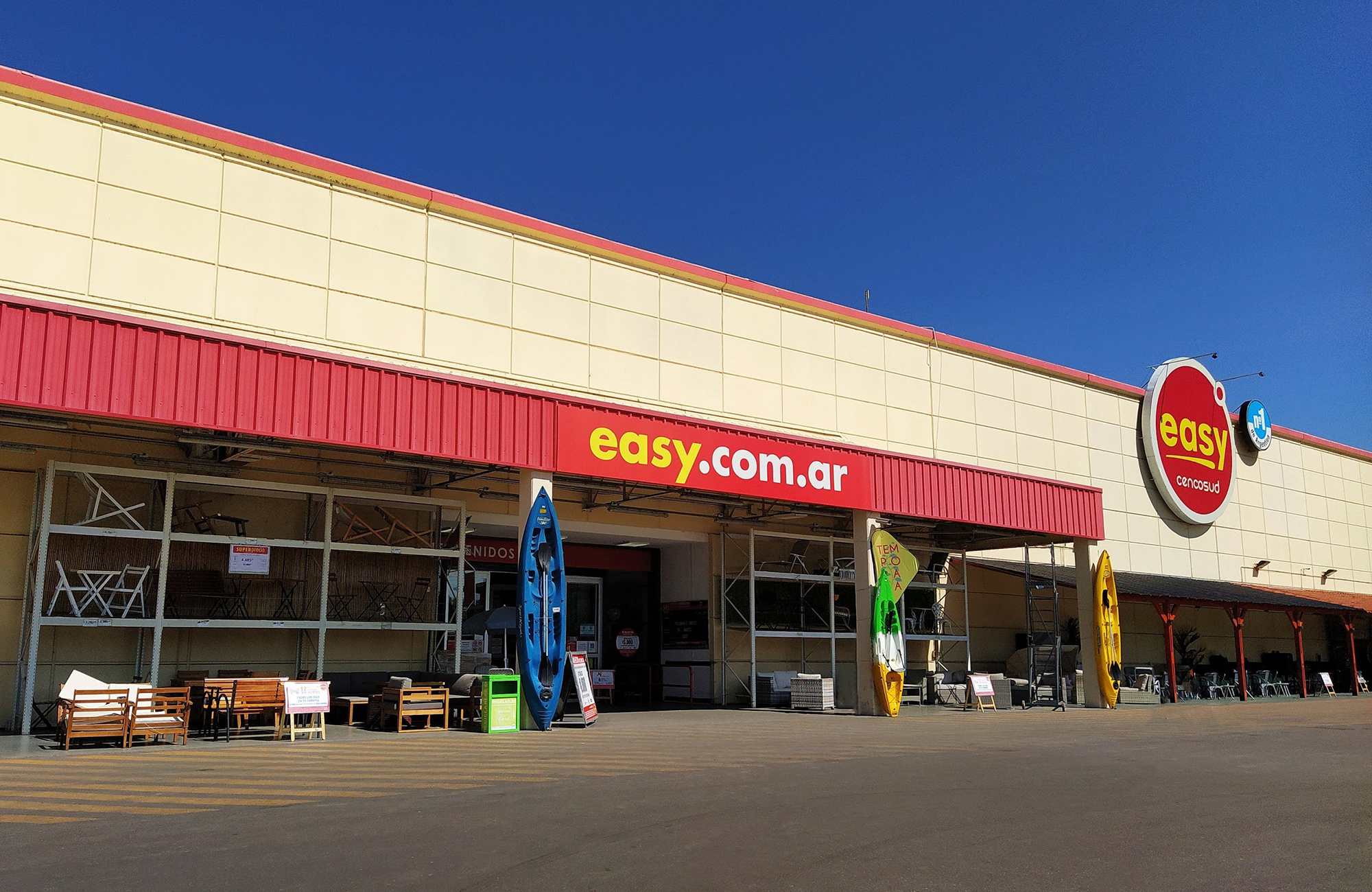
Una tienda Easy en Argentina.

Las ventas en 2015 ascendieron a CLP 1.469.246 millones (US 2.077 millones), donde la operación chilena explican el 33,7 %, la operación argentina el 62 % y la operación colombiana el 4,3 % restante.
Asimismo, al 31 de diciembre de 2015, posee 50 tiendas en Argentina (383.786 m²), 35 tiendas en Chile (325.315 m²) y 10 tiendas en Colombia (82.320 m²).
Como actor relevante del mejoramiento del hogar, es el número uno en término de ventas en Argentina y el número dos en Chile y Colombia. En los tres países su más cercano competidor es Sodimac, del grupo Falabella.